# Simca 1300
Die Baureihe Simca 1300/1500 und 1301/1501 waren Personenkraftwagen des Kraftfahrzeugherstellers Simca, die zwischen Frühjahr 1963 und Frühjahr 1976 hergestellt wurden.

## Entwicklung
Im März 1963 wurden der Simca 1300 und Simca 1500 der Öffentlichkeit als Nachfolger der Simca Aronde vorgestellt. Ab Frühjahr 1964 wurde der Kombi 1500 Break ausgeliefert, der eine horizontal geteilte Heckklappe besaß. Im Sommer 1964 wurde der 1500 GL Automatik vorgestellt. 1966 erhielt auch die Modellreihe 1300 Scheibenbremsen an der Vorderachse, die die 1500-Reihe bereits hatte.

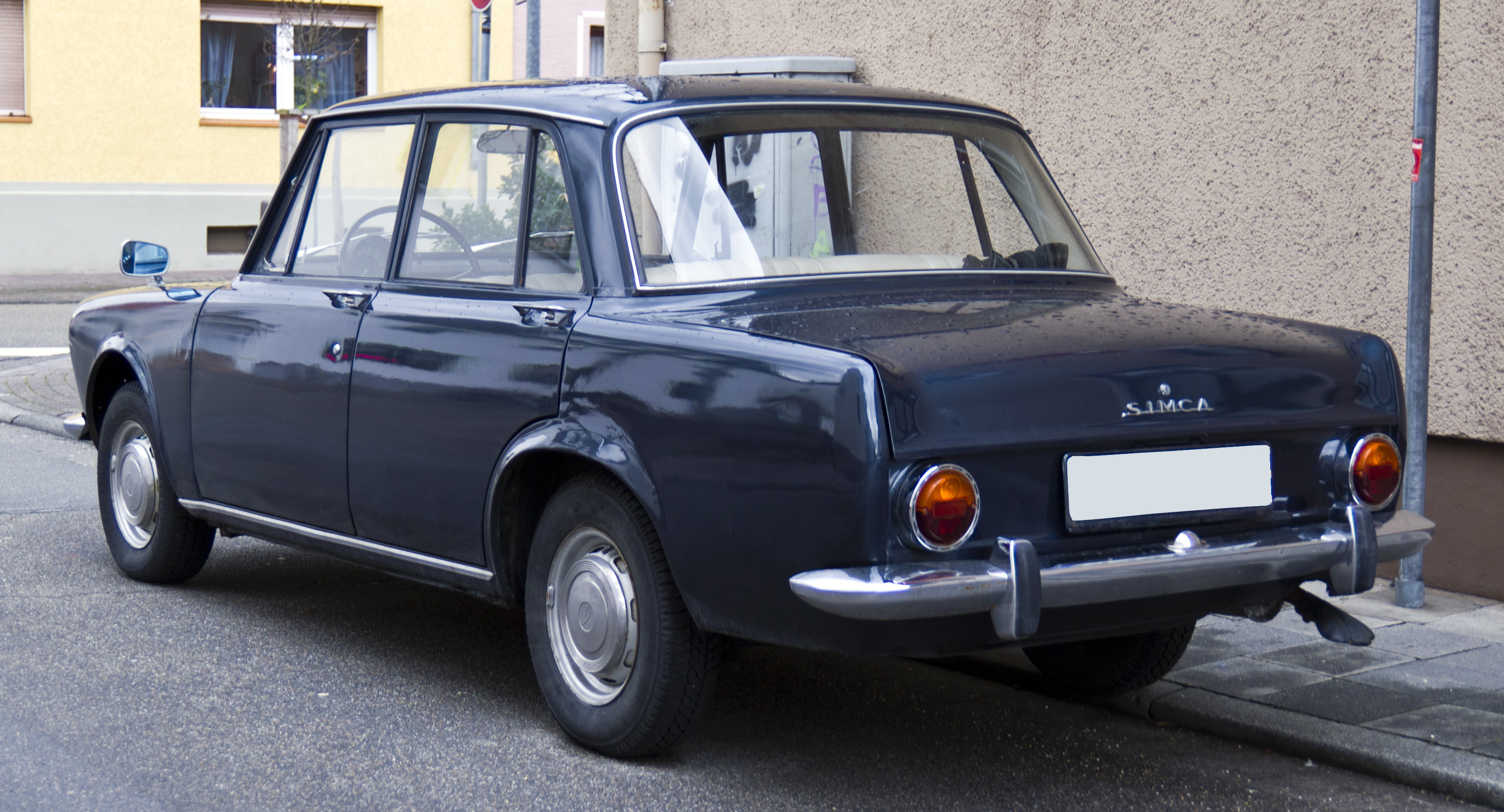
Heckansicht der ersten Generation mit runden Heckleuchten

Im Oktober 1966 gab es eine Modellpflege, die Modelle hießen nun 1301 und 1501. Sie waren vorn um 7 cm und  hinten um 13,5 cm verlängert. Der Kofferraum war nun größer, die  Motorhaube weiter nach vorn gezogen und der Kühlergrill geändert, dazu gab es flache, rechteckige statt runder Heckleuchten. Innen erhielten die Fahrzeuge einen anderen Instrumententräger. Das aufragende, runde Zentralinstrument, das Simca von den Aronde-Modellen übernommen hatte, wich einer waagrechten Anzeigeneinheit mit Bandtacho, entsprechend dem Geschmack der Zeit nun umgeben von Holzimitat. Weiterhin wurde die Heizungs- und Lüftungsanlage verbessert. Simca bot die 1301/1501-Baureihe in den Ausstattungsvarianten Luxe Super, Grand Luxe und Grand Luxe Super an, dazu die Kombiversionen "Tourisme" LS und GLS. Ab Frühjahr 1969 wurden alle Modelle mit Radialreifen ausgeliefert und der 1501 Speciale mit 81 PS vorgestellt. 

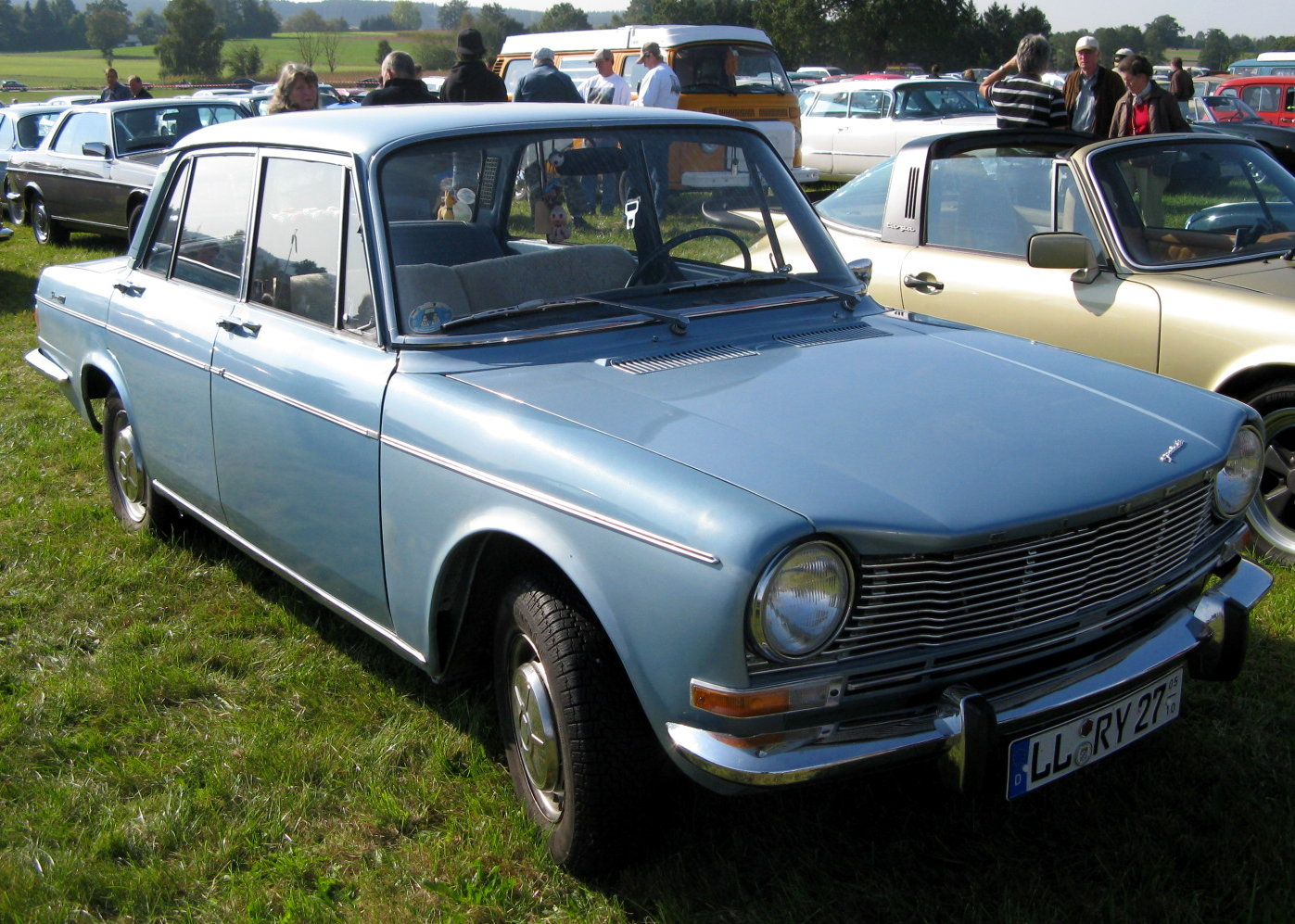
Simca 1301 (1970–1972)
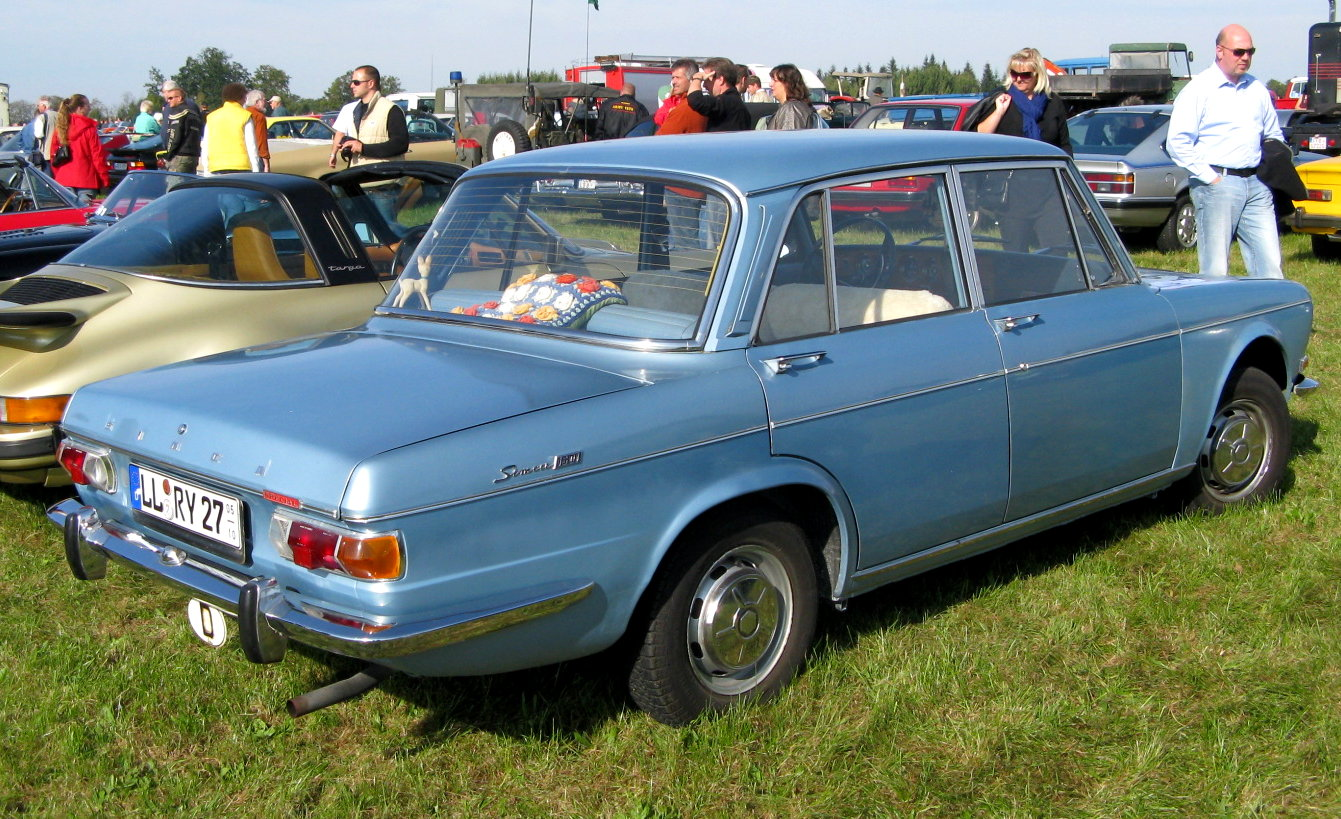
Ansicht des verlängerten und umgestalteten Hecks

### Modellpflege
Anfang 1970 wurden die überarbeiteten 1301/1501 und der 1301/1501 Tourisme vorgestellt. Alle Modelle der Reihe erhielten nochmals ein neues Armaturenbrett mit drei oder vier Rundinstrumenten, einen neuen Grill sowie das Monogramm von Chrysler. Am 31. August 1971 wurde aus Simca „Chrysler France“.
Anfang 1972 erhielten der 1301 und der 1301 Tourisme den Kühlergrill des 1501. Ein Jahr später wurden die Modelle mit einem neuen Getriebe und neuen Bremsen ausgestattet. Bereits ab Frühjahr 1974 waren der 1501 und der 1501 Tourisme wegen des schlechten Verkaufs des parallel angebotenen Chrysler 160/180 wieder erhältlich.
Im Herbst 1975 stellte Chrysler auf dem Pariser Salon den Chrysler-Simca 1307 und 1308 vor. Im Frühjahr 1976 endete die Produktion von 1301 und 1501.

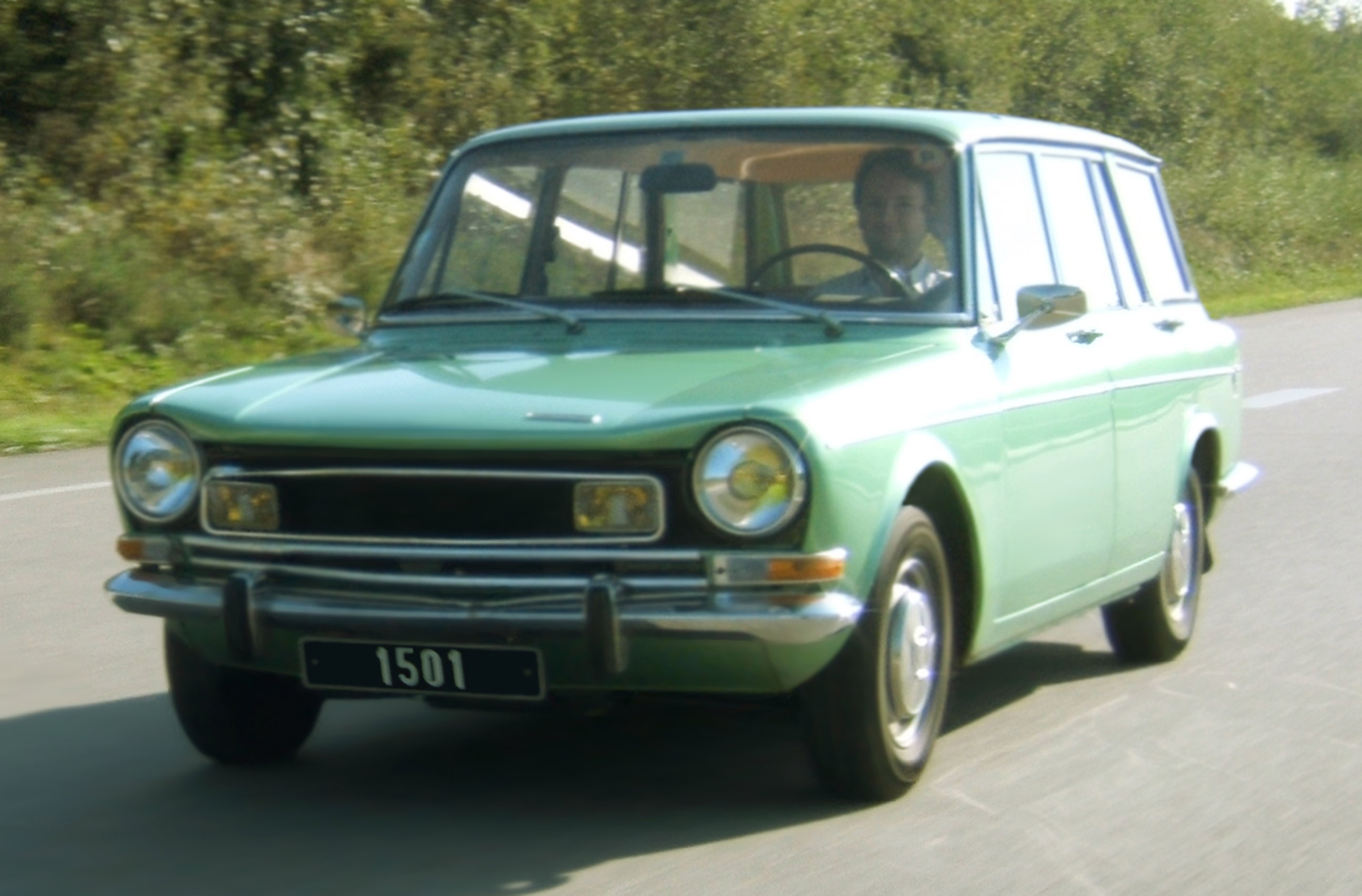
Simca 1501 Special Break (1970–1972)
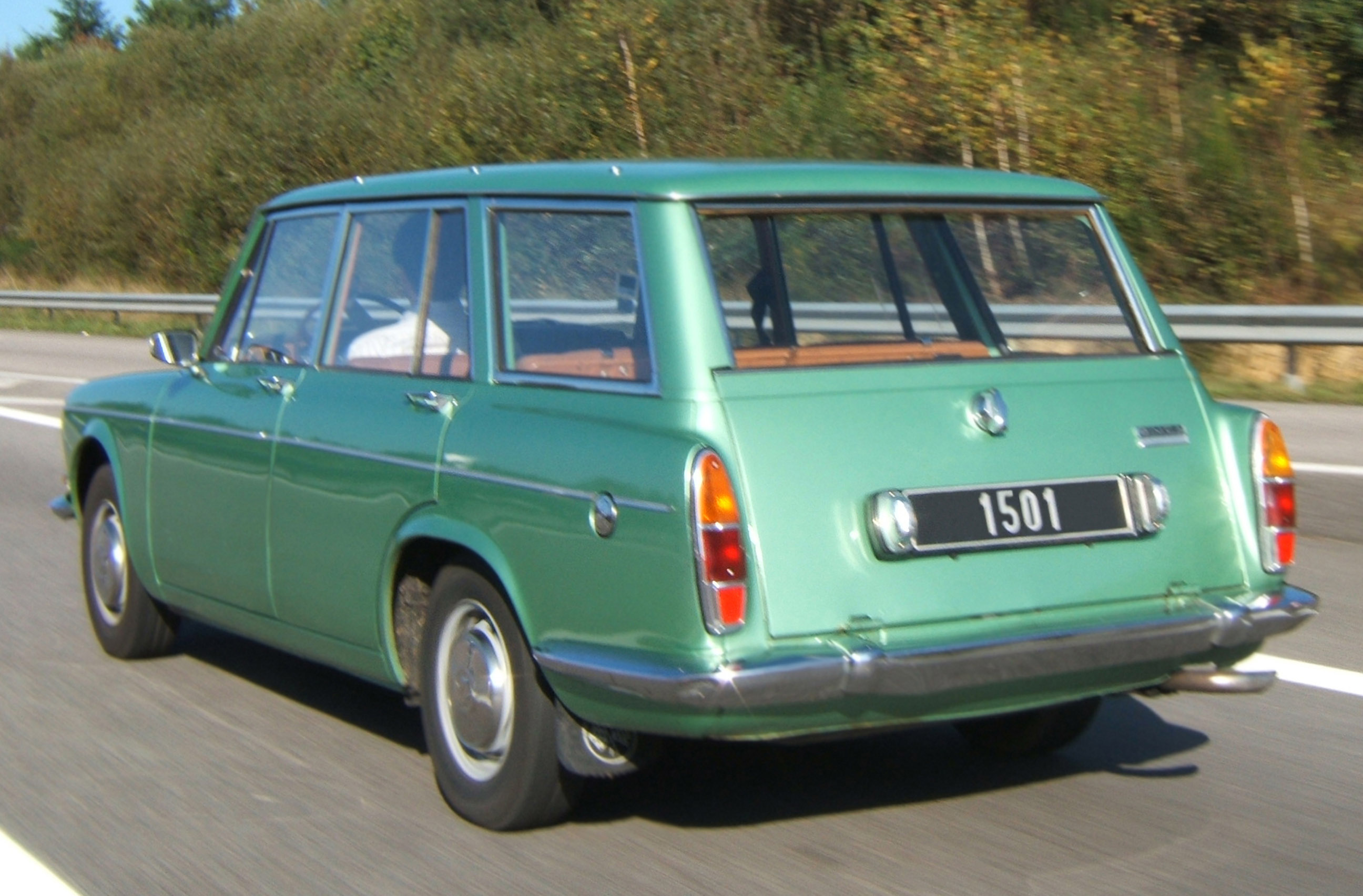
Heckansicht
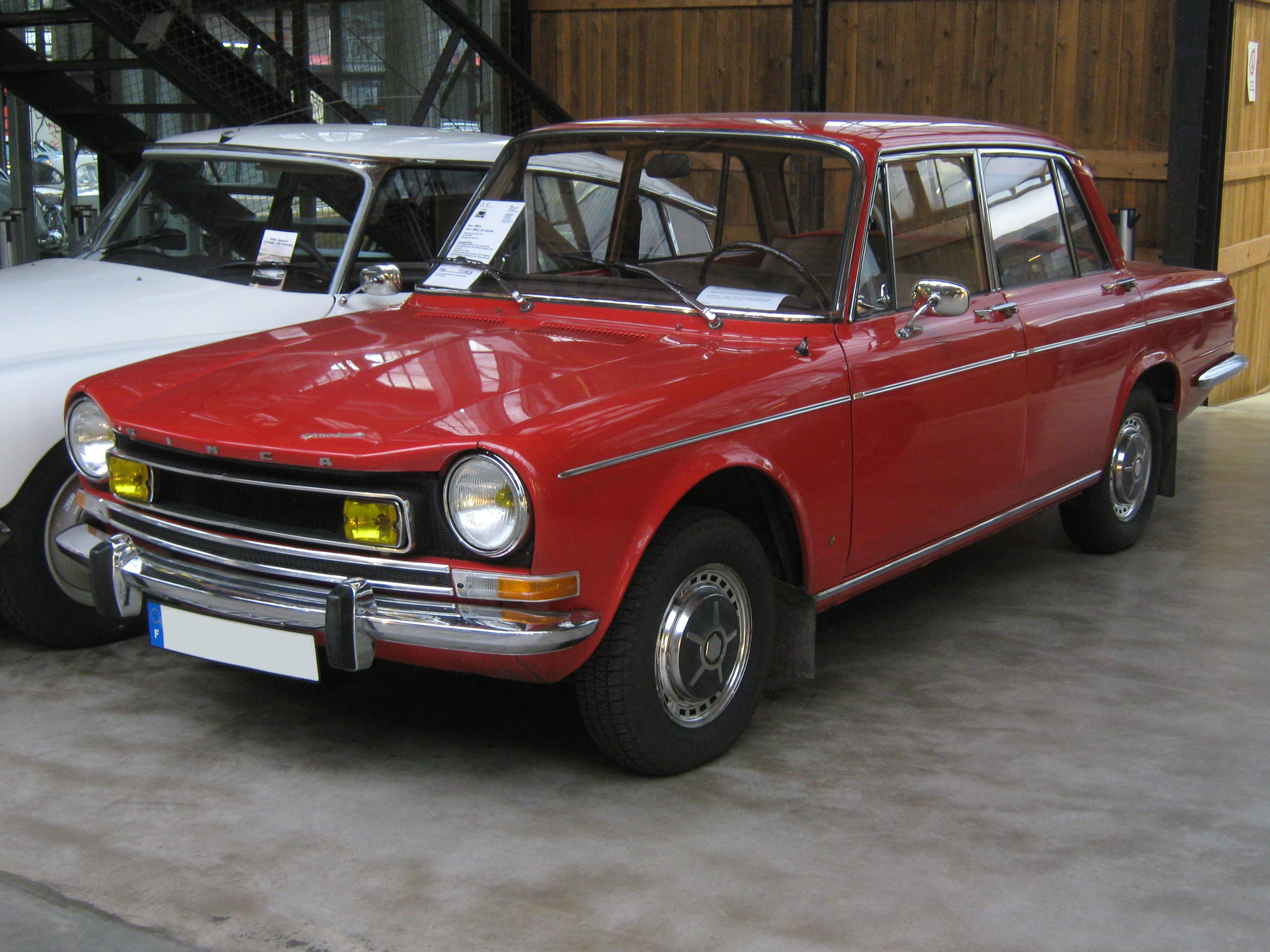
Simca 1301 Special (1972–1976)